# ソーマチン

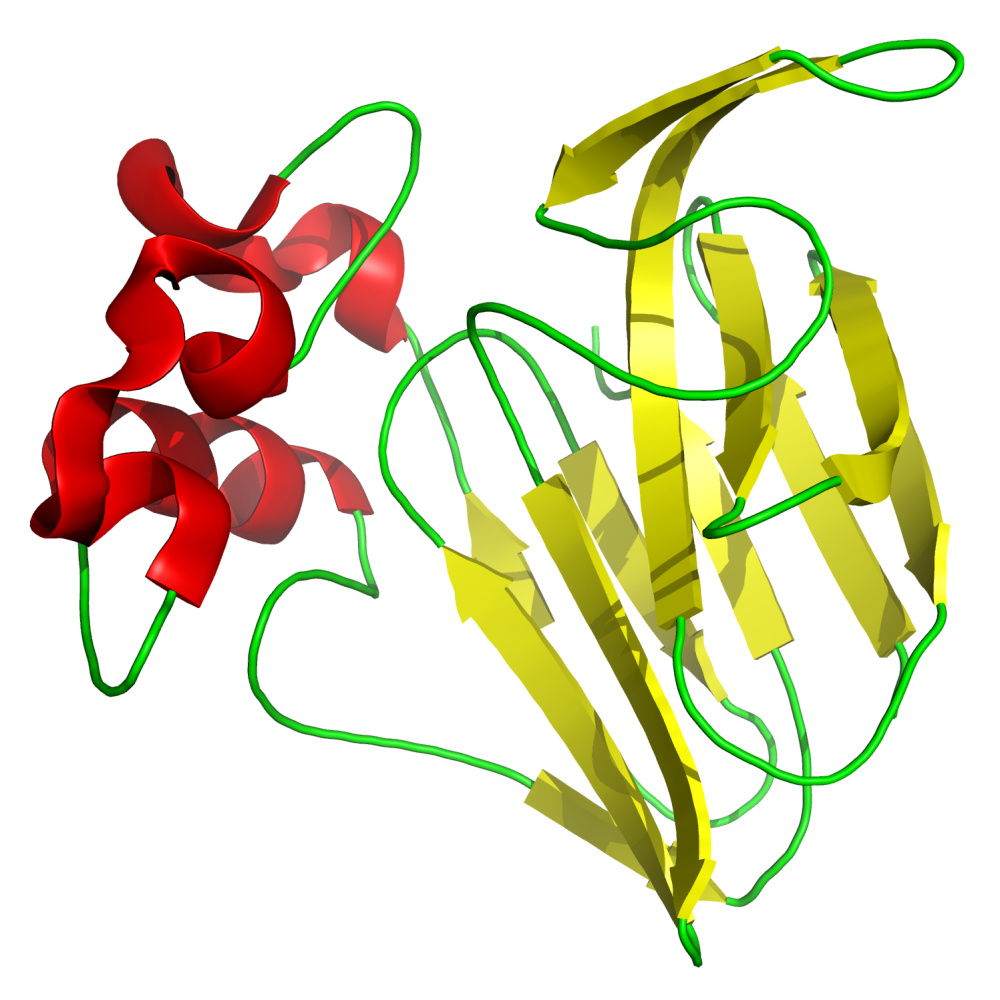
ソーマチンIのリボン図

ソーマチン（Thaumatin、タウマチンとも）は、低カロリーの甘味料である。このタンパク質は、甘味料の他にフレイバー改良剤としても用いられる。
ソーマチンは、西アフリカのクズウコン科の植物・タウマトコックス・ダニエリ（Thaumatococcus daniellii）の果実から単離されたタンパク質の混合物として最初に発見された。ソーマチン系甘味料のタンパク質は、砂糖よりも約3000~8000倍甘い。また非常に甘いものの、ソーマチンの味は砂糖とはかなり異なる。ソーマチンの甘さは非常にゆっくりと現れ、大量に摂取した時にはリコリス様の後味を残して、感覚は長く続く。ソーマチンは非常に水に溶けやすく、熱や酸性環境に安定である。

## 生物学的役割
ソーマチンの生産は、ウイロイド病原体による植物への攻撃に応答して誘導される。ソーマチン系タンパク質のいくつかは、in vitroで様々な菌の菌糸の成長や胞子形成を阻害する。ソーマチンは、病原菌応答タンパク質ドメインのプロトタイプと考えられている。このソーマチンドメインは、コメやカエノラブディティス・エレガンスまで幅広い生物に分布する。ソーマチン類はPRタンパク質である。PRタンパク質はエチレンから病原体まで様々な因子によって誘導され、構造的にも多様で植物全体に広くみられる。PRタンパク質にはソーマチン、オスモチン、タバコメジャー及びマイナーPRタンパク質、α-アミラーゼ/トリプシンインヒビター等が含まれる。これらのタンパク質は、植物の体系的な耐性獲得やストレス応答に関与しているが、正確な役割は分かっていない。ソーマチンは、モルベースでスクロースの約10万倍と非常に甘いタンパク質である。ソーマチンIは、一本鎖のポリペプチドで、207残基から構成されている。
他のPRタンパク質と同様に、ソーマチンは、βターンが多くヘリックスがほとんどないβ構造を持つと予測される。タバコの細胞は徐々に環境の塩濃度を徐々に上げてゆくことで、PRタンパク質オスモチンの発現により塩耐性が大幅に増大する。うどんこ病菌に感染したコムギはPRタンパク質PWIR2を発現し、感染に対する耐性を持つようになる。このPRタンパク質と他のPRタンパク質のダイズα-アミラーゼ/トリプシンインヒビターとの類似性から、PRタンパク質はある種の阻害剤として働くことが示唆されている。
キウイフルーツやリンゴから単離されるソーマチン様タンパク質はアレルゲンとしての性質を持つようであり、そのアレルゲン性は胃腸での消化によってわずかに低下するが、加熱によっては低下しないことが示されている。

## 生産、用途
西アフリカでは、タウマトコックス・ダニエリは現地で栽培されており、食物や飲料の味付けに用いられる。果実の種子は、仮種皮に囲まれており、これがソーマチンの源となる。1970年代、Tate & Lyleは、果実からのソーマチンの抽出を開始した。1990年、ユニリーバの研究者はソーマチンの中に2つの基礎的なタンパク質を単離・シークエンシングし、ソーマチンI、ソーマチンIIと名付けたと報告された。この研究者は、ソーマチンを遺伝子組換え細菌でも発現させることができた。
ソーマチンは、欧州連合（E957）、イスラエル、日本で甘味料として認可されている。アメリカ合衆国では、安全な香料添加剤（FEMA GRAS 3732）として認識されているが、甘味料としては認識されていない。ソーマチンは甘味だけでなく、苦味などの不快な味を軽減させるマスキング作用、香味を高めるエンハンス作用も持っているため、食品のみならず医薬品にも用いられている。

## 結晶
ソーマチンは、酒石酸イオンの存在下で急速かつ容易に結晶化し、ソーマチン-酒石酸混合物は、タンパク質結晶化のモデルシステムとして頻繁に用いられる。興味深いことに、ソーマチンの溶解度、晶癖、結晶形成機構は、用いる沈殿剤のキラリティに依存する。L-酒石酸で結晶化した場合、ソーマチンは、両錐型結晶を形成し、溶解度は温度とともに増加する。D-及びmeso-酒石酸の場合は、プリズム状の結晶を形成し、溶解度は温度とともに低下する。このことは、一般的にタンパク質結晶化において、沈殿剤のキラリティの制御が重要な要因になっていることを示唆している。

## 特性
ソーマチンの食品の成分としての消費は安全であると見なされている。スイスのチューインガム製造工場では、ソーマチンはアレルゲンとして特定されている。ソーマチンの粉末は業務従事者の上気道にアレルギー症状を引き起こす。工場で扱うソーマチン粉末を液体のものへ置き換えたところ、症状は完全に消失した。
ソーマチンはヒトのTAS1R3と相互作用し、甘味を生み出す。相互作用残基はオナガザル科と類人猿（ヒトを含む）に特異的であり、そのためこれらの動物だけが甘味を感じることができる。

## 関連文献
- Higginbotham JD (1986). Gelardi RC, Nabors LO. ed. Alternative sweeteners. New York: M. Dekker, Inc. ISBN 0-8247-7491-4
- Higginbotham J, Witty M (1994). Thaumatin. Boca Raton: CRC Press. ISBN 0-8493-5196-0